# Czarny łabędź (ekonomia)

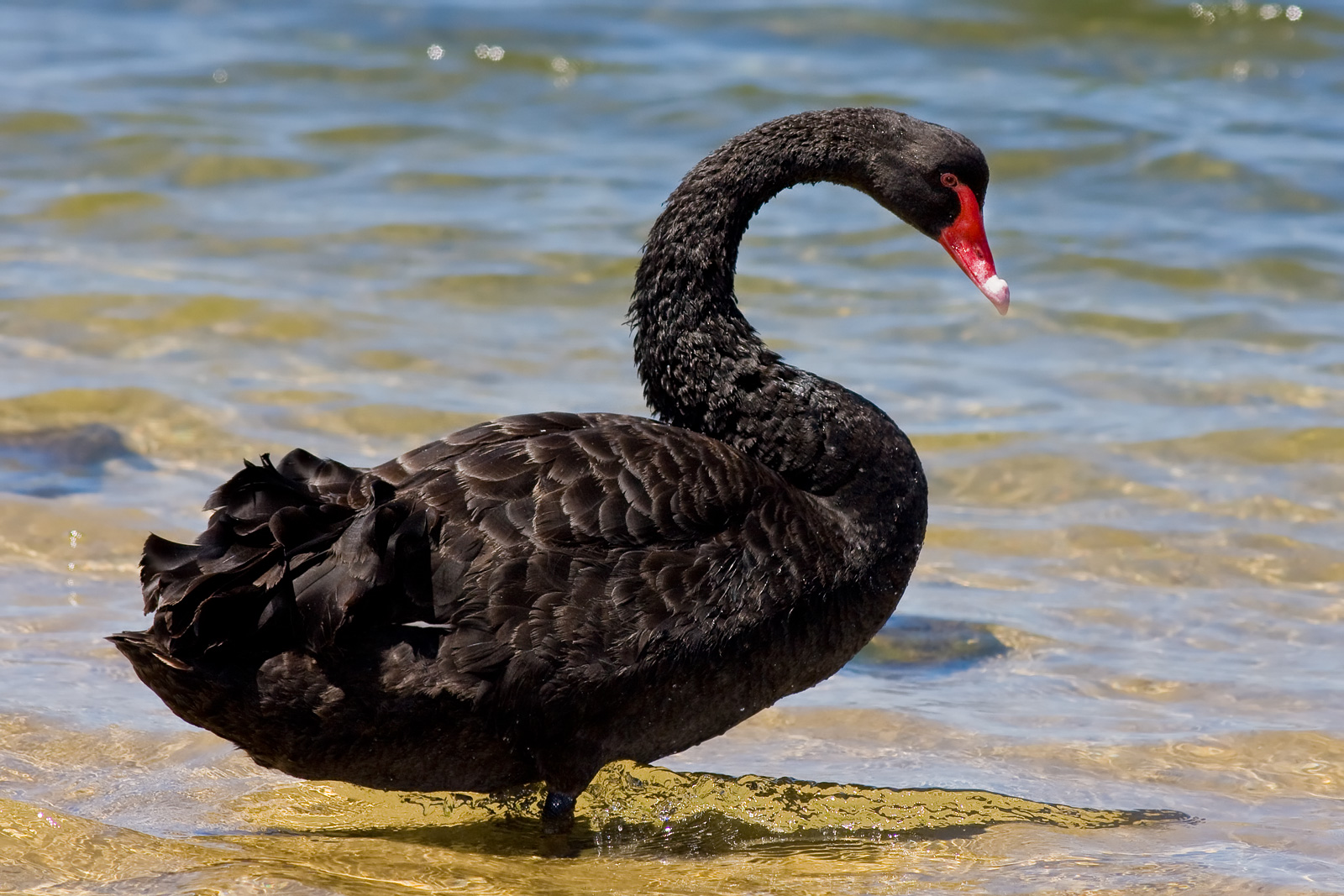
Łabędź czarny (Cygnus atratus)

Czarny łabędź – w ekonomii nieregularne wydarzenie o wielkim znaczeniu dla gospodarki i świata, którego nie można było przewidzieć.
Autorem (2007) tego pojęcia jest libańsko-amerykański matematyk, statystyk, ekonomista oraz makler giełdowy Nassim Nicholas Taleb.  

## Opis
Do czasu odkrycia w XVII wieku w Australii łabędzia czarnego uważano, że łabędzie są wyłącznie białe.
Teza związana z pojęciem czarnego łabędzia często interpretowana jako podważenie potrzeby podejścia strategicznego i długofalowego, jednak w ujęciu Taleba nie występuje kwestionowanie jego potrzeby, ale jedynie krytyczna ocena prognozowania obarczonego ekstrapolacyjnością i błędnymi założeniami, ukształtowanymi pod silnym wpływem trendów z przeszłości. W tej koncepcji wskazano również, że niektórym zjawiskom służą wstrząsy, dzięki czemu rozwijają się pod wpływem zmienności i przypadkowości, co określa pojęciem antykruchości. Ponadto w ujęciu Taleba to głównie czarne łabędzie pchają świat do przodu.
Jako przykłady zdarzeń tego typu wskazywane są m.in.  zamach w Sarajewie, czarny poniedziałek na giełdzie nowojorskiej w 1987 roku, bańka internetowa z 2000 roku, atak na World Trade Center w Nowym Jorku z 11 września 2001 roku, globalny kryzys finansowy (2008–2009), wybuch pandemii COVID-19 czy też spadek ceny ropy poniżej poziomu 0 dolarów z 2020 roku